# Lebensmitteltechnologie
Die Lebensmitteltechnologie ist eine technische Wissenschaftsdisziplin, die sich mit dem System und den Strukturen der Produktionsprozesse von Lebensmitteln also der Lebensmitteltechnik befasst. Dies beinhaltet die stoffliche Vorgänge physikalischer, chemischer und biologischer Art im Gesamtprozess der Verarbeitung, einschließlich des technologischen Emissionsmanagements, auf der Grundlage naturwissenschaftlicher, technischer, ökonomischer, ökologischer und sozialer Gesetzmäßigkeiten.
Die lebensmitteltechnologische Forschung stellt somit die optimale Nutzung des in der Regel landwirtschaftlich erzeugten Rohstoffes dessen industrieller Verarbeitung zu Lebensmitteln oder Lebensmittel-Ingredienzien mit hohen Qualitäts- und Sicherheitsstandards auf der Basis moderner technologischer Entwicklung, unter Einbeziehung des Umweltschutzes in den Mittelpunkt der Aktivitäten.
In der Lebensmittelproduktion gilt es, mit den vorhanden ökologischen und ökonomischen Ressourcen schonend umzugehen und einen hohen Genuss- und Nährwert zu erzielen.
Folgende Prozesse kommen in der Lebensmittelproduktion zum Einsatz:
- Mechanische Prozesse wie beispielsweise das Zerkleinern, das Pressen und das Mischen
- Thermische Verfahren, zum Beispiel das Erhitzen und das Kühlen
- Biologische Verfahren wie beispielsweise die alkoholische Gärung und die Anwendung von Bakterien und Pilzen bei der Käseherstellung
- Chemische Verfahren, z. B. die Gerinnung von Eiweißen

## Ausbildung und Studium
Seit den 1970er Jahren wird Lebensmitteltechnologie als ein eigenständiges Studium in Deutschland angeboten. Es konnten im Diplomstudiengang je nach Universität die Abschlüsse Dipl.-Ing. bzw. Dipl.-LM-Ing. (Uni Hohenheim) und es können die Abschlüsse B.Sc. (Bachelor of Science) und B.eng. (Bachelor of Engineering) im Bachelor- und M.Sc. im Master-Studiengang erlangt werden. Des Weiteren gibt es in Österreich drei Höhere Technische Lehranstalten in Wieselburg, Wels und Hollabrunn.
Das Studium der Lebensmitteltechnologie ist interdisziplinär aufgebaut und bedient sich verschiedener „klassischer“ Naturwissenschaften (Propädeutik), der Ingenieurwissenschaften, der Wirtschaftswissenschaften und verschiedener spezifischer Fachwissenschaften zur Spezialisierung und Vertiefung. Der Grad der Einbeziehung der verschiedenen Disziplinen variiert je nach Hochschule.
Naturwissenschaften
- Chemie
  - Biochemie
  - Organische Chemie
  - Physikalische Chemie
- Physik
- Biologie
  - Botanik
  - Mikrobiologie

Ingenieurwissenschaften (u.a)
- Maschinenbau
- Verfahrenstechnik

Wirtschaftswissenschaften (u. a.)
- Marketing
- Grundlagen der VWL
- Betriebswirtschaftslehre

Spezifische Fachwissenschaften
- Getränketechnologie
  - Brauereitechnologie
    - Gärungstechnologie
    - Mälzereitechnologie
    - Sudhaustechnologie
    - Brennereitechnologie

- Getreidetechnologie

- Frucht- und Gemüsetechnologie bzw. Technologie der Lebensmittel pflanzlicher Herkunft

- - Süßwarentechnologie
    - Schokoladetechnologie
    - Zuckertechnologie

- Technologie der Lebensmittel tierischer Herkunft

- - Milch- und Molkereitechnologie
  - Fleischtechnologie

- Lebensmittel-Verfahrenstechnik

- - Agglomerationstechnik bzw. Agglomerieren (Verfahrenstechnik)
  - Dispergiertechnik
  - Emulgiertechnik
  - Extrusionstechnik
  - Instanttechnologie
  - Mikrowellentechnik
  - Steriltechnik
  - Trocknungstechnologie

- Lebensmittelbiotechnologie

- Lebensmittelmikrobiologie
- Lebensmittelchemie / Lebensmittelanalytik
- Qualitätsmanagement

## Bezeichnung des Abschlusses
Während man in Deutschland die Absolventen des Lebensmitteltechnologiestudiums gemeinhin als „Lebensmitteltechnologen“ bezeichnet, verbindet man mit diesem Titel in der Schweiz kein Studium, sondern lediglich eine sogenannte Berufslehre (vergleichbar mit der deutschen Ausbildung). Zur Differenzierung verwendet man für Absolventen von Fachhochschulen die Bezeichnung „LebensmittelingenieurIn FH“, für Absolventen von Hochschulen die Bezeichnung „LebensmittelingenieurIn ETH“. Die Bezeichnung mit dem Kürzel ETH bedeutet folglich nicht, dass nur Absolventen der ETH gesucht werden.
In der Schweiz gibt es nach der Berufslehre zum Lebensmitteltechnologen die Gelegenheit, die Berufsprüfung BP und anschließend die höhere Fachprüfung zum eidgenössisch dipl. Lebensmitteltechnologen zu absolvieren.

## Liste deutschsprachiger Lehrstätten
- Universitäten
  - Lebensmitteltechnologie an der Technischen Universität Berlin
  - Technologie und Biotechnologie der Lebensmittel an der Technischen Universität München
  - Lebensmittelwissenschaften an der Eidgenössischen Technischen Hochschule Zürich
  - Lebensmittel- und Lebensmittelbiotechnologie an der Universität Hohenheim
  - Lebensmittel- und Biotechnologie an der Universität für Bodenkultur Wien
  - Fachgebiet Lebensmitteltechnologie und -biotechnologie, Institut für Ernährungs- und Lebensmittelwissenschaften der Rheinischen Friedrich-Wilhelms-Universität Bonn
  - Lebensmitteltechnik an der Technischen Universität Dresden
- Fachhochschulen
  - Lebensmitteltechnologie und Ernährung an der Fachhochschule Oberösterreich in Wels
  - Lebensmittelverfahrenstechnik an der Wilhelm Büchner Hochschule in Pfungstadt
  - Lebensmitteltechnologie an der Hochschule Anhalt in Köthen
  - Lebensmitteltechnologie an der Berliner Hochschule für Technik in Berlin
  - Lebensmitteltechnologie/Lebensmittelwirtschaft an der Hochschule Bremerhaven
  - Lebensmitteltechnologie an der Hochschule Fulda
  - Milchwirtschaftliche Lebensmitteltechnologie an der Fachhochschule Hannover
  - Lebensmittel- und Verpackungstechnologie an der Hochschule Kempten
  - Lebensmitteltechnologie an der Technischen Hochschule Ostwestfalen-Lippe in Lemgo
  - Lebensmitteltechnologie an der Hochschule Neubrandenburg
  - Lebensmittelmanagement und -technologie an der SRH Fernhochschule Riedlingen
  - Lebensmitteltechnologie an der Fachhochschule Westschweiz in Sion
  - Lebensmitteltechnologie und Lebensmittelwirtschaft Hochschule Trier
  - Lebensmitteltechnologie an der Hochschule Weihenstephan-Triesdorf
  - Lebensmitteltechnologie an der Berner Fachhochschule in Zollikofen, Departement Hochschule für Agrar-, Forst- und Lebensmittelwissenschaften
  - Lebensmitteltechnologie an der Zürcher Hochschule für Angewandte Wissenschaften in Wädenswil
  - Lebensmitteltechnologie am Management Center Innsbruck
  - Lebensmittel: Produkt- und Prozessentwicklung an der Fachhochschule Joanneum Graz

## Lehrberuf in Deutschland und Österreich
In Deutschland beträgt die Ausbildungsdauer 3,5 Jahre und der Lehrberuf existiert innerhalb einer dualen Ausbildung seit 1980 unter der Bezeichnung "Fachkraft für Lebensmitteltechnik". In Österreich beträgt die Ausbildungsdauer 3 Jahre und es gibt dort darüber hinaus die Möglichkeit, Lebensmitteltechnik als Lehrberuf innerhalb einer dualen Ausbildung zu erlernen.